# Liste der Kulturdenkmäler in Friesenhagen
In der Liste der Kulturdenkmäler in Friesenhagen sind alle Kulturdenkmäler der rheinland-pfälzischen Ortsgemeinde Friesenhagen aufgelistet. Grundlage ist die Denkmalliste des Landes Rheinland-Pfalz (Stand 4. Mai 2023).

## Denkmalzonen
| Bezeichnung                  | Lage                                                                        | Baujahr                    | Beschreibung | Bild                           |
| ---------------------------- | --------------------------------------------------------------------------- | -------------------------- | --- | ------------------------------ |
| Denkmalzone Ortskern         | Hauptstraße 14–31, Klosterstraße 1, 2, 4, Strahlenbachstraße 1–4 und 6 Lage | 18. Jahrhundert            | zahlreiche gut erhaltene Fachwerkhäuser des 18. Jahrhunderts südlich und östlich der Pfarrkirche und des ehemaligen Franziskanerklosters | Fotos hochladen                |
| Denkmalzone Burg Wildenburg  | nördlich des Ortes Lage                                                     | 14. bis 18. Jahrhundert    | gotischer Bergfried mit Barockhaube; spätmittelalterliche, um 1757 und 1932 ausgebaute polygone Bastion; Mauerzüge, Turm, Gebäudereste vom 14. bis 18. Jahrhundert | Fotos hochladen                |
| Denkmalzone Schloss Crottorf | westlich des Ortes Lage                                                     | Mitte des 16. Jahrhunderts | im Kern mittelalterliche Wasserburg, Renaissance-Ausbau in der Mitte des 16. Jahrhunderts, bauliche Veränderungen in der zweiten Hälfte des 17. Jahrhunderts und um 1730; Fachwerkhäuser (ehemalige Mühle), Mühlgraben, Pavillon; Kapelle zum Heiligen Kreuz (1701) mit Mausoleum (1895), Balkenkreuz bezeichnet 1620; sieben Kreuzwegstationen („Fußfälle“) zwischen Friesenhagen (beginnend bei Wintert 20) und der Kapelle | weitere Bilder Fotos hochladen |

## Einzeldenkmäler
| Bezeichnung                            | Lage                                | Baujahr                            | Beschreibung | Bild                           |
| -------------------------------------- | ----------------------------------- | ---------------------------------- | --- | ------------------------------ |
| Wohnhaus                               | Hauptstraße 26 Lage                 | zweite Hälfte des 18. Jahrhunderts | stattliches Fachwerkhaus, Krüppelwalmdach, wohl aus der zweiten Hälfte des 18. Jahrhunderts                         | BW                             |
| Katholische Pfarrkirche St. Sebastian  | Klosterstraße 1 Lage                |                                    | Triumphbogen und Turm der spätromanischen Basilika, 1751 erhöht, spätgotischer Chor                                 | weitere Bilder Fotos hochladen |
| Hofanlage                              | Klosterstraße 2 Lage                | 1736                               | Fachwerkhaus, bezeichnet 1736; Fachwerkscheune                                                                      | BW                             |
| Kloster                                | Klosterstraße 4 Lage                | 1742–44                            | ehemaliges Franziskanerkloster; langgestreckter Walmdachbau, Bruchstein, 1742–44                                    | BW                             |
| Kreuzwegstation                        | Wintert, bei Nr. 20 Lage            |                                    | erste Fußfallstation des zur Kreuzkapelle oberhalb von Schloss Crottorf führenden Kreuzwegs                         | BW                             |
| St.-Anna-Kapelle                       | nördlich oberhalb des Ortes Lage    | 17. Jahrhundert                    | auch Rote Kapelle; Putzbau, angeblich aus dem 17. Jahrhundert                                                       | weitere Bilder Fotos hochladen |
| Kapelle zur Schmerzhaften Muttergottes | nordöstlich oberhalb des Ortes Lage | 18. Jahrhundert                    | Putzbau, 18. Jahrhundert, Barockaltar                                                                               | Fotos hochladen                |
| Forsthaus Mohrenbach                   | nordwestlich des Ortes im Wald Lage |                                    | stattliches Wohnhaus, teilweise verschiefert, teilweise Fachwerk, Datierung unklar                                  | BW                             |
| Dreiherrenstein                        | östlich von Hühnerkamp Lage         | 1688                               | Grenzmarkierung des Fürstentums Nassau-Siegen (NAS) und des Kurkölnischen Herzogtums Westfalen (CCOL), gesetzt 1688 | BW                             |
| Rochuskapelle                          | westlich der Wildenburg Lage        | 17. Jahrhundert                    | kleiner Massivbau, angeblich aus dem 17. Jahrhundert, barocke Haube                                                 | BW                             |